# جایزه بزرگ هلند ۱۹۶۸
جایزه بزرگ هلند ۱۹۶۸ (انگلیسی: ‎1968 Dutch Grand Prix‎) یک مسابقهٔ موتوری در رشتهٔ اتومبیل‌رانی فرمول یک بود که در تاریخ ۲۳ ژوئن ۱۹۶۸ در پیست زاندفورت واقع در زاندفورت، هلند برگزار شد. این گراند پری در میان ۱۲ گراند پری در فصل ۱۹۶۸، مسابقهٔ شمارهٔ ۵ بود.
در این مسابقه که در ۹۰ دور و به مسافت ۳۷۷٫۳۷۰ کیلومتر (۲۳۴٫۴۸۷ مایل) برگزار شد، پول پوزیشن توسط کریس ایمون کسب شد و سریع‌ترین زمان برای طی یک دور پیست که برابر با ۱:۴۵٫۹۱ بود نیز توسط ژان-پیر بلتویز به ثبت رسید.
جکی استوارت از تیم ماترا-فورد، ژان-پیر بلتویز از تیم ماترا و پدرو رودریگز از تیم بی‌آرام به‌ترتیب مقام‌های اول تا سوم مسابقه را کسب کردند.

## رده‌بندی قهرمانی پس از مسابقه
|       | جایگاه | راننده       | امتیاز |
| ----- | ------ | ------------ | ------ |
|       | ۱      | گراهام هیل   | ۲۴     |
| ۱۱    | ۲      | جکی استوارت  | ۱۲     |
| ۲     | ۳      | پدرو رودریگز | ۱۰     |
| ۲     | ۴      | دنی هیولم    | ۱۰     |
| ۲     | ۵      | بروس مک‌لارن  | ۹      |
| منبع: |        |              |        |

|       | جایگاه | سازنده      | امتیاز |
| ----- | ------ | ----------- | ------ |
|       | ۱      | لوتوس-فورد  | ۲۹     |
|       | ۲      | مک‌لارن-فورد | ۱۷     |
|       | ۳      | بی‌آرام      | ۱۶     |
| ۲     | ۴      | ماترا-فورد  | ۱۵     |
|       | ۵      | فراری       | ۱۰     |
| منبع: |        |             |        |

یادداشت
- تنها پنج جایگاه نخست از هر رده‌بندی نمایش داده شده‌است.